# Saint-Benin-d’Azy
Saint-Benin-d’Azy település Franciaországban, Nièvre megyében. Lakosainak száma 1257 fő (2022. január 1.). Saint-Benin-d’Azy Saint-Firmin, Anlezy, Beaumont-Sardolles, Billy-Chevannes, Cizely, La Fermeté, Limon, Saint-Jean-aux-Amognes és Ville-Langy községekkel határos.

## Népesség
A település népessége az elmúlt években az alábbi módon változott:
| Lakosok száma | 1306 | 1286 | 1278 | 1269 | 1265 | 1262 | 1259 | 1257 |
|               | 2013 | 2015 | 2017 | 2018 | 2019 | 2020 | 2021 | 2022 |